# Lamella (materiaalkunde)

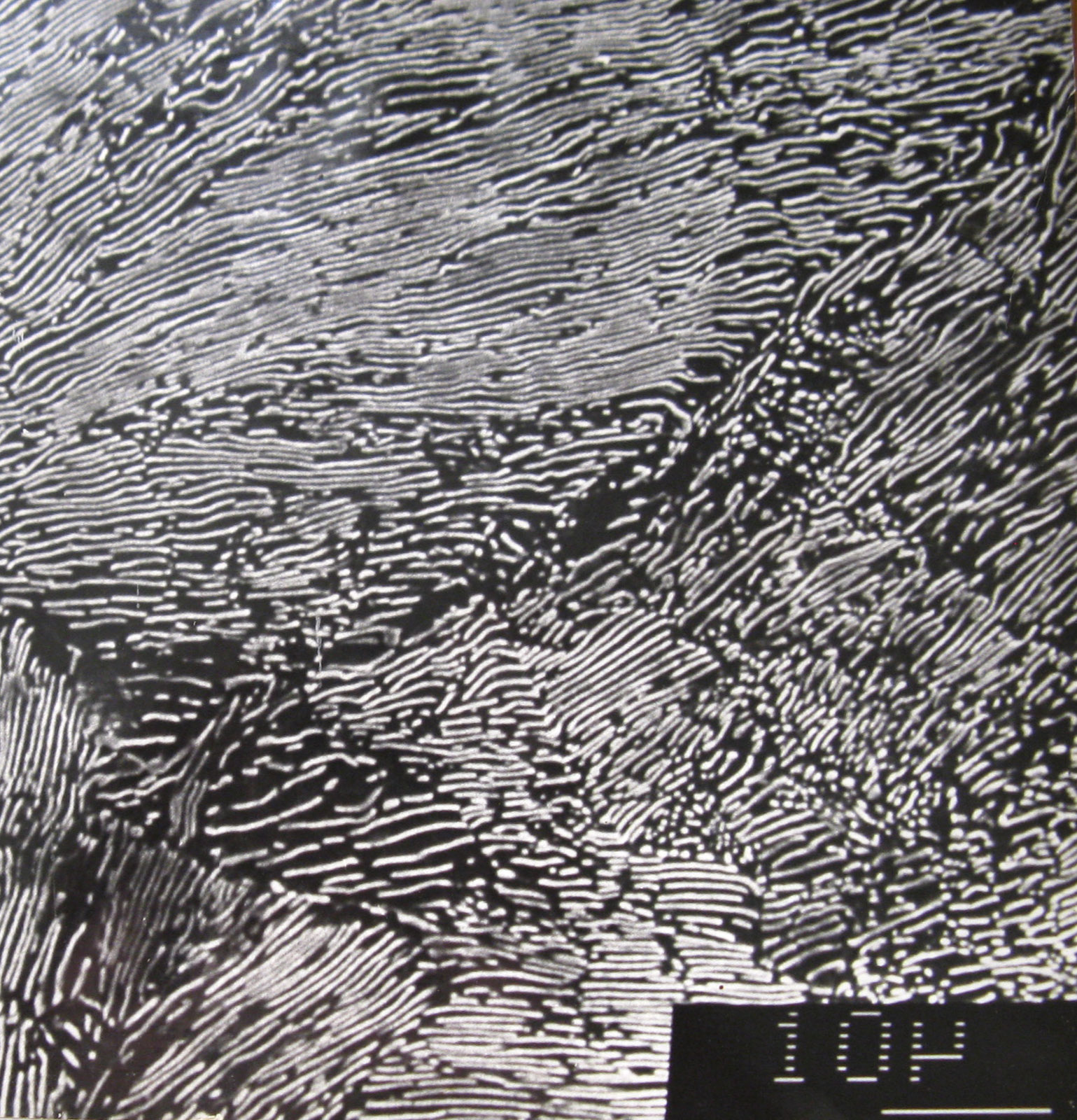
Dunne lamellae in een lamellaire microstructuur van perliet: ferriet en cementiet liggen om en om als lamellae naast elkaar binnen de voormalige austeniet-korrels

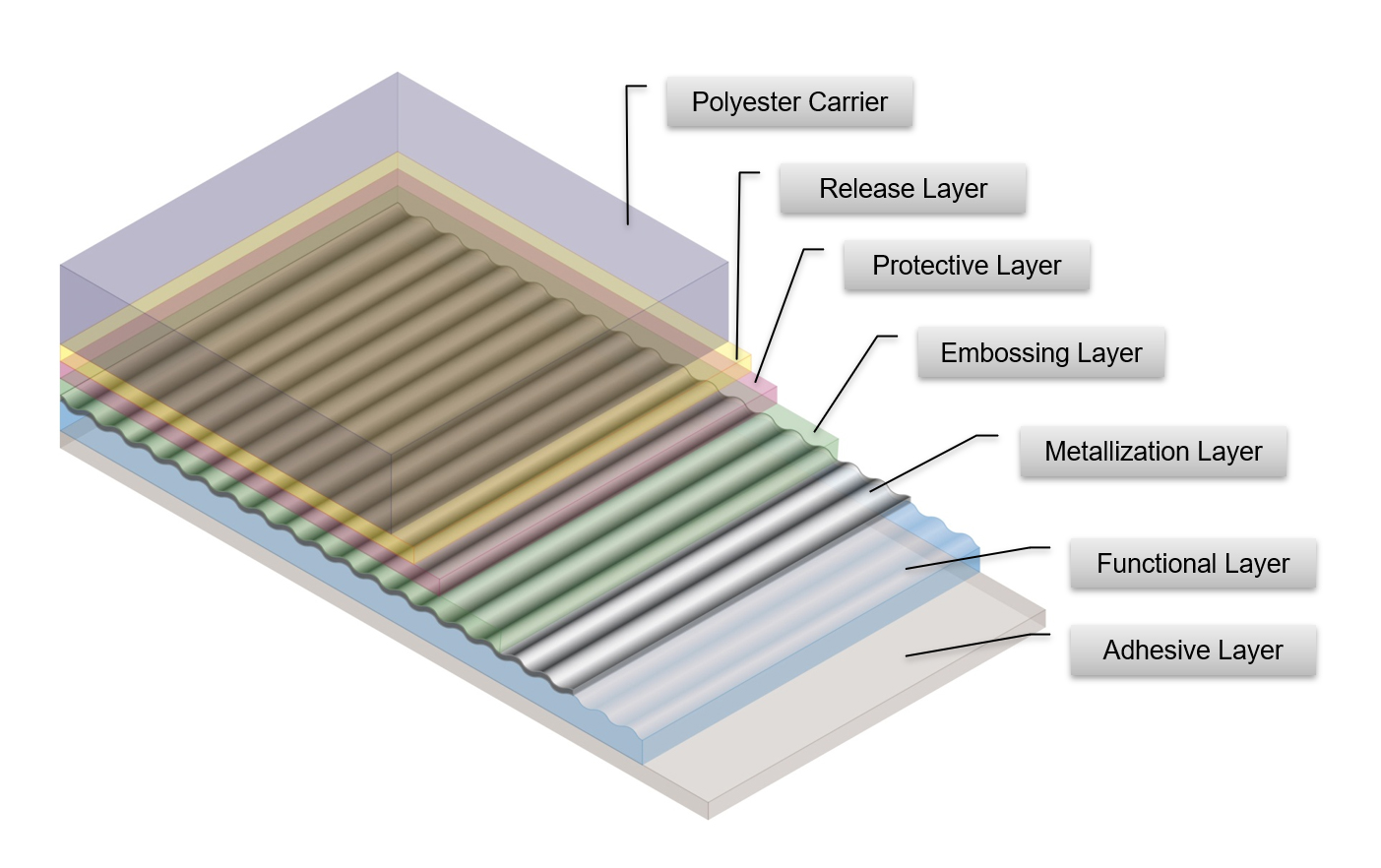
Verschillende laagjes (lamellae) folie over elkaar in een DOVID

Lamellae (enkelvoud lamella) of lamellen zijn dunne materiaal-lagen naast of over elkaar, die zichtbaar zijn voor het blote oog of onder een microscoop. De laagjes kunnen natuurlijk ontstaan in materialen of met een fabricageproces worden aangebracht. De structuur die ontstaat, wordt beschreven met de term "gelamelleerd" of "lamellair".

## Materialen

### Lamellaire microstructuur
In de microstructuur van materialen kunnen onder een microscoop lamellae te zien zijn, dit wordt een lamellaire microstructuur genoemd. Dit verschijnsel treedt bijvoorbeeld op in eutectische metalen, waar tijdens een thermodynamische faseovergang verschillende fasen in laagjes afwisselend aan elkaar groeien. Voorbeelden van bekende metalen en structuren waarbij dit verschijnsel zichtbaar is zijn perliet en lamellair gietijzer.
De Widmanstättenstructuur bestaat ook uit lamellae, maar deze term wordt in het algemeen gebruikt voor structuren in meteorieten met lamellae in de vorm van een "geweven mand". Of voor structuren die bredere en grotere lamella hebben, dan de lamellaire microstructuur. Deze lamellae zijn dan zichtbaar met het blote oog zonder microscoop. Aangezien de definite van de term niet duidelijk is vastgelegd, is het aan de auteur zelf een keuze te maken of de term Widmanstättenstructuur voor de benaming van een specifieke structuur bestaande uit lamellae juist is.

### Lamellaire structuur
Het verschijnsel kan ook kunstmatig in materialen worden verkregen door het lamineren of sputteren van dunne lagen, zoals thin films of folies, over een substraat. Een bekend product waarbij dit gebeurt en hiernaar vernoemd is, is laminaat.

### Biologische materialen
In de biologie hebben normale volwassen botten een lamellaire structuur die door sommige ziekten kan worden verstoord.